# 派敦 (新墨西哥州)
派敦（英語：Pie Town）是位於美國新墨西哥州卡特倫縣的普查規定居民點。

## 人口
根據2020年美國人口普查的數據，派敦的面積為148.40平方千米，當中陸地面積為148.30平方千米，而水域面積為0.10平方千米。當地共有人口111人，而人口密度為每平方千米0.75人。